# Faumont
Faumont är en kommun i departementet Nord i regionen Hauts-de-France i norra Frankrike. Kommunen ligger i kantonen Orchies som tillhör arrondissementet Douai. År 2022 hade Faumont 2 255 invånare.

## Befolkningsutveckling
Antalet invånare i kommunen Faumont
| Referens: INSEE |